# 大甸镇
大甸乡，是中华人民共和国湖南省邵陽市武冈市下辖的一个乡镇级行政单位。

## 行政区划
大甸乡下辖以下地区：
尖山村、青龙村、大甸村、茶园村、匡家桥村、分界村、湾里村、小温村、栗山园村、外古村、小铺村、陶田村、山底村、枫木村、红联村、船田村、纸槽村、内古村和木瓜界村。